# Mihai Bravu (okręg Bihor)
Mihai Bravu – wieś w Rumunii, w okręgu Bihor, w gminie Roșiori. W 2011 roku liczyła 1128 mieszkańców.